# Khagaul
Khagaul é uma cidade e um município no distrito de Patna, no estado indiano de Bihar.

## Geografia
Khagaul está localizada a 25° 35′ N, 85° 03′ L. Tem uma altitude média de 55 metros (180 pés).

## Demografia
Segundo o censo de 2001, Khagaul tinha uma população de 48.330 habitantes. Os indivíduos do sexo masculino constituem 53% da população e os do sexo feminino 47%. Khagaul tem uma taxa de literacia de 71%, superior à média nacional de 59,5%: a literacia no sexo masculino é de 77% e no sexo feminino é de 65%. Em Khagaul, 13% da população está abaixo dos 6 anos de idade.